# Complesso di Santa Maria della Croce
Il complesso di Santa Maria della Croce è un complesso cattolico di Scicli, nel Libero consorzio comunale di Ragusa, che si compone di un convento, una chiesa, un oratorio e due cortili. Si tratta di uno dei complessi più antichi della città.
Il complesso, fondato da frati minori dell'ordine francescano, si trova in cima all'omonimo colle.

## Storia
In un cartiglio a losanga, posto sul lato sinistro del prospetto della chiesa, è indicato il 1528 come anno di fondazione e la data è congruente con la fondazione del convento, che quindi risulta coevo alla chiesa. Secondo altre fonti, la fondazione della chiesa è collocabile tra la fine del Quattrocento e l'inizio del Cinquecento.
L'oratorio, intitolato alla Madonna di Sion, è invece preesistente e datato alla seconda metà del XV secolo. Esso presenta affreschi del XV e del XVI secolo, ora conservati nella chiesa di Santa Teresa d'Avila, sempre a Scicli.
Dopo l'Unità d'Italia, il complesso fu venduto all'asta e divenne proprietà privata. Alla fine degli anni 1990, fu espropriato dalla Regione Siciliana e restaurato in due battute, per un importo complessivo di circa 3 milioni di euro.

## Descrizione
Chiesa e convento presentano residui elementi tardogotici, risparmiati dal terremoto del 1693 e che spiccano rispetto al panorama barocco che domina a Scicli, determinato dall'attività di restauro operata a seguito del sisma.

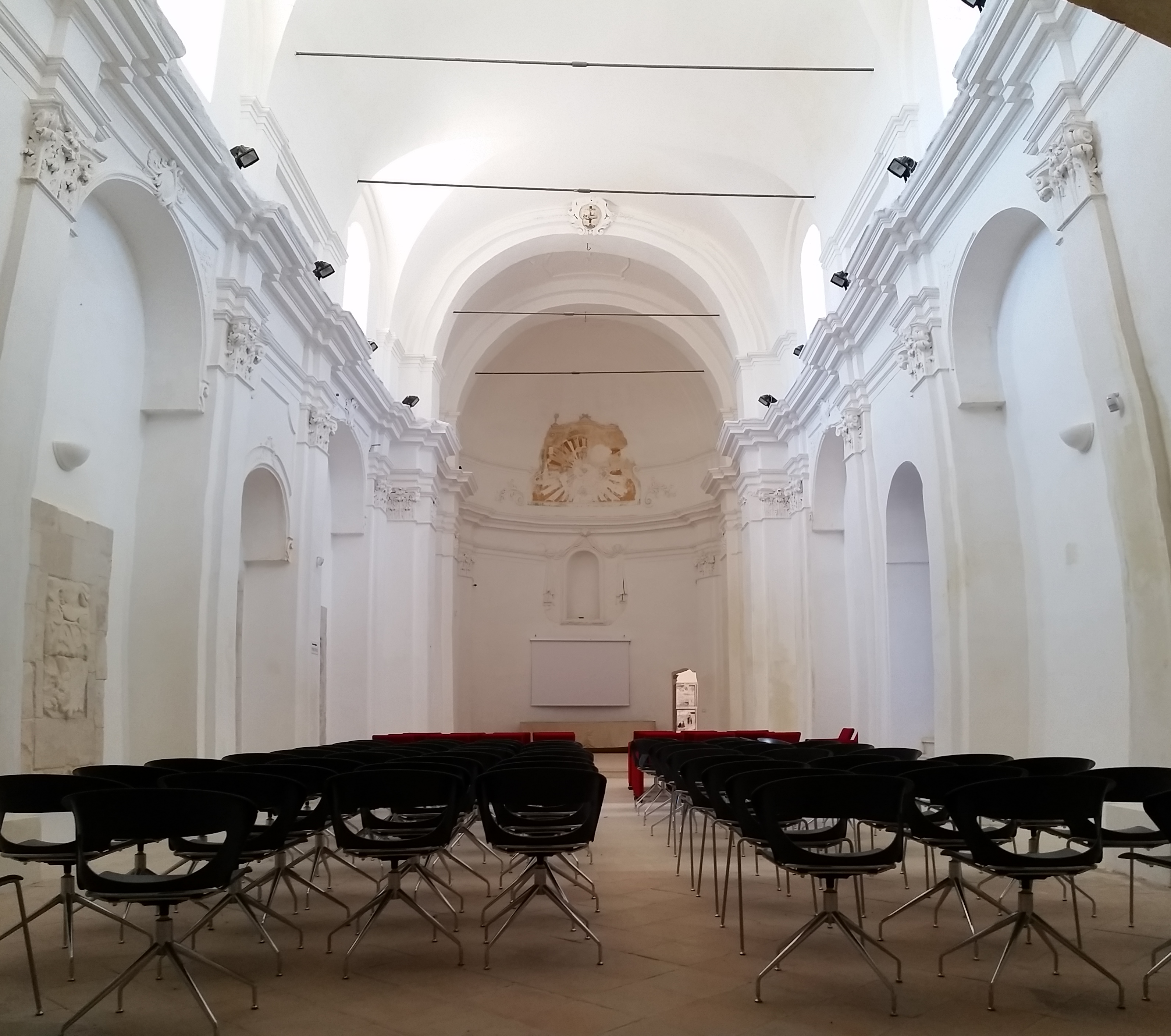
Interno della chiesa, 2016

La chiesa è a navata unica, con abside semicircolare. Delle modifiche settecentesche rimane traccia nelle cronache di Carioti:
In un passo poco precedente Carioti scrive:
È poi documentato un intervento di stuccatura tra il 1784 e il 1788, periodo in cui i frati incaricano il maestro Aloisio Cascone di Ragusa di

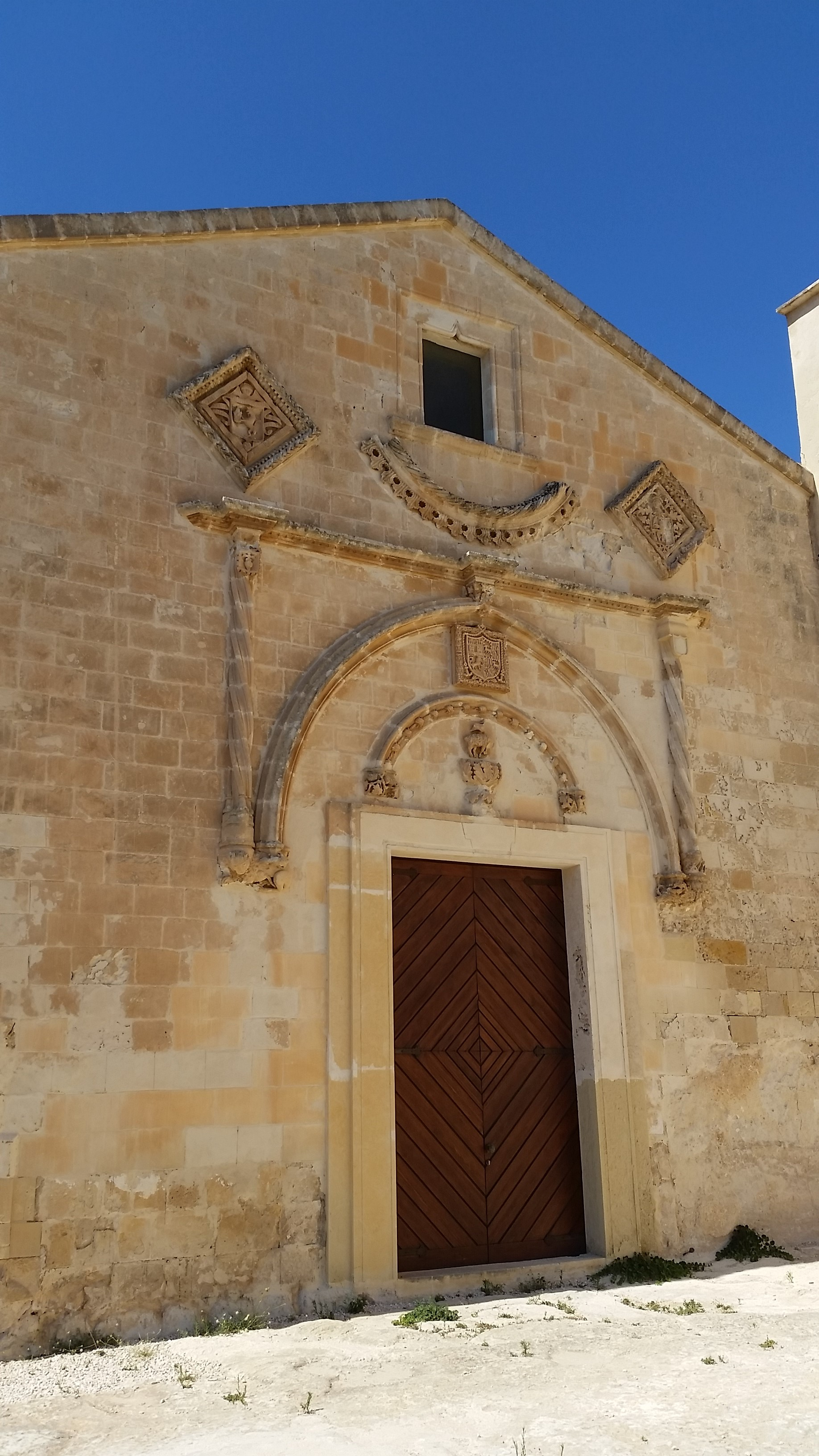
Facciata della chiesa, 2016

La facciata della chiesa, tardogotica, presenta colonne tortili e due archi, uno a tutto sesto e un altro a sesto acuto. 

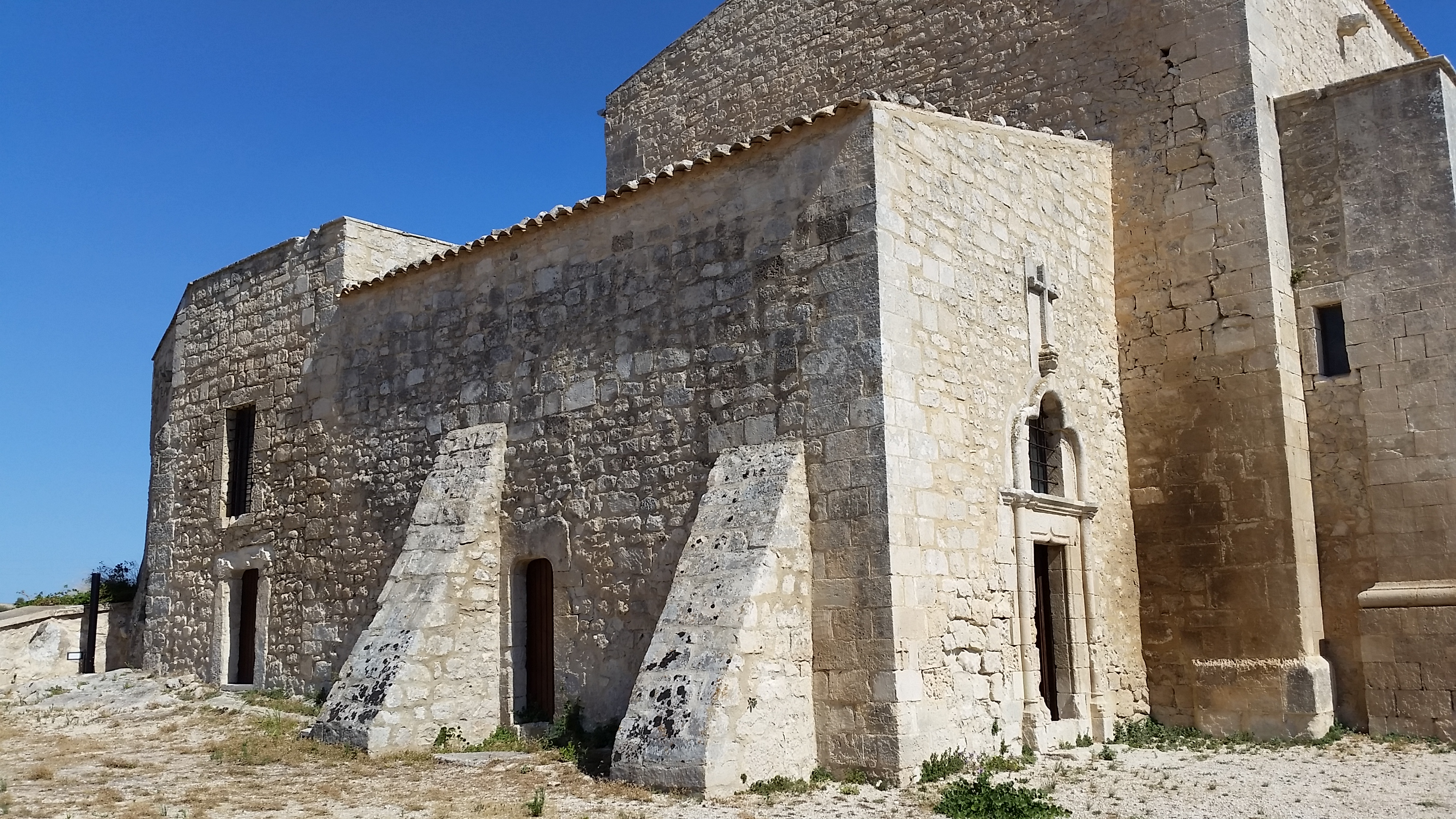
Vista angolare dell'Oratorio della Madonna di Sion, 2016

Accanto alla chiesa è un piccolo oratorio, dedicato alla Madonna di Sion, con un prospetto caratterizzato da due semicolonne e un arco trilobato, con in cima una croce in altorilievo.
Insieme alla chiesa madre di Vizzini e al portale poi inglobato dalla chiesa di Sant'Agata, sempre a Vizzini, il complesso della Croce attesta, almeno indirettamente, l'esistenza di una colonia di maestri artigiani originari della Castiglia.